# Сорокопут-прокурор
Сорокопут-прокурор (сорокопут белошейный, лат. Lanius collaris) — вид сорокопутов семейства сорокопутовых. Ареал вида включает Чёрную Африку — Экваториальную и Южную Африку. Быстро осваивает антропогенные ландшафты. Из-за вырубания дождевых тропических лесов Либерии, Конго, Кении и Эфиопии, редкий здесь вид стал обычным для населённых пунктов. Насчитывает по разным оценкам 5—11 подвидов, включая Lanius collaris marwitzi Reichenow, 1901 из Восточной Экваториальной Африки. Ранее подвидом считался длиннохвостый сорокопут-прокурор (Lanius humeralis Stanley, 1814) из Восточной Экваториальной Африки. Близок к сорокопуту Ньютона (Lanius newtoni).
Наиболее полно изученный вид из африканских эндемиков рода. Признак, характерный для африканских эндемиков, — присутствие на боках тела самок небольших каштановых полей у сорокопута-прокурора выражен в слабой степени, высоко изменчив по интенсивности и обнаруживается не у всех особей. Почти полностью оседлый вид, как и практически все африканские эндемики рода. Гнездится в Южной Африке практически круглый год. В Гане средний интервал между последовательными актами гнездования составляет 3,7 месяцев. Нередко окончательной постройке гнезда предшествуют одна или две неудачные попытки. Связь самца с его территорией сохраняется до 5 лет. Сигнал тревоги отчасти напоминает «кошачий крик» иволги, представляет собой протяжную и неприятную гнусавую позывку.
Спектр жертв разнообразен. Охотится на саранчу Acanthacris ruficornis. Запасают пищу в специальных «кладовых», в Южной Африке накалывают на колючки алоэ Марлота (Aloe marlothii) крупных насекомых, небольших змей, хамелеонов, агам длиной до 18 см, разные виды птиц, летучих мышей. Иногда поедает плоды фикуса (Ficus). В пустынных и засушливых районах с полным отсутствием пресной воды существуют за счёт метаболической воды, образующейся в организме в процессе обмена веществ и получаемой с пищей.